# BME Recordings
La BME Recordings è una etichetta discografica fondata da Lil Jon, Vince Phillips, Rob McDowell ed Emperor Searcy. La BME distribuisce con la Warner Bros. Records, tuttavia Lil Jon, gli East Side Boyz, Chyna Whyte e Oobie producono sotto TVT Records. Un artista BME, Lil Scrappy, viene prodotto anche dalla G-Unit Records di 50 Cent. Viene comunemente chiamata dagli artisti BME Click. BME sta per "Black Market Entertainment".
Per lungo tempo Lil Jon e il suo gruppo da quando hanno formato l'etichetta sono sempre andati alla ricerca di nuovi talenti da mettere sotto contratto. Molti di loro erano ancora agli esordi e sono stati scoperti personalmente da Lil Jon in questo caso come A&R, altri invece erano già famosi precedentemente e cercavano solo un contratto discografico con l'etichetta o per promuovere qualche loro singolo famoso o per pubblicare qualche album nuovo in cui avevano lavorato. Molti di questi hanno trovato il successo grazie alla BME, infatti per un periodo di tempo l'etichetta ha trovato il suo successo ed era conosciuta da molti rapper del south che la elogiavano.

## 2000-2001
Fu nel 2000 che Lil Jon incominciò a fondare la sua etichetta discografica. Appena uscito dalla So So Def di Jermaine Dupri, Lil Jon stava per pubblicare il suo secondo album con gli East Side Boyz We Still Crunk però dopo aver lasciato l'etichetta Lil Jon era senza una label che lo sosteneva né il suo gruppo né le vendite del disco appena pubblicato, così ebbe l'idea di formare una label indipendente con l'aiuto di Vince Philips che è appunto la BME Recordings. Verso metà 2000 Lil Jon fece il suo primo contratto discografico con la sua etichetta e nel suo album We Still Crunk, ma la BME era ancora agli esordi e non ancora sufficientemente buona a livello di business e visto che nessun'altra etichetta come una major lo sosteneva o lo distribuiva l'album non ottenne il successo desiderato.
Verso la fine del 2000 Lil Jon scopri Bo Hagon, per portarlo al successo e a farlo conoscere un po' di più nella scena rap del sud. Lil Jon dato che con la sua etichetta era anche un A&R oltre che produttore esecutivo, fa partecipare Bo Hagon nel suo album e canto in diverse canzoni come in We Don't Need That in cui Bo Hagon fa una demo cantata interamente da lui, ma partecipo anche in Uuh Ooh! e in Fuck Security sempre nel medesimo album. Grazie al beatmaker di Atlanta, Bo Hagon fu abbastanza notato tra i rapper del sud degli States, soprattutto in Georgia e ad Atlanta. Inoltre entrò nella BME anche Chyna White per la sua partecipazione nell'album di Lil Jon, ma l'anno dopo se ne andò dall'etichetta e firmò per la TVT Records.
L'etichetta di Lil Jon però incominciò a vedere il vero successo nel 2001 quando quest'ultima fu supportata dalla TVT che fece entrare il rapper del crunk nel mainstream. E a quel punto Lil Jon si mise alla ricerca di artisti esordienti da mettere sotto contratto che poi successivamente abbonderanno nella label. Nel 2001 fu scoperta da Lil Jon la cantante R&B Oobie, che alla pubblicazione dell'album di Lil Jon collaborò con lui. Lil Jon grazie alla TVT e alla sua BME poté promuovere il suo terzo disco con gli East Side Boyz Put Yo Hood Up ed ebbe molto successo, nel disco partecipano oltre a Oobie anche Bo Hagon e altri artisti della TVT e BME Recordings, come Chyna White e Too $hort.

## 2002-2003
La BME Recordings grazie alla certificazione a disco d'oro dell'album di Lil Jon incominciò la sua scalata per il successo discografico. Lil Jon firmando per altre etichette indipendenti in quel periodo creò una sorta di coalizione tra la sua e le loro, infatti molti altri artisti agli esordi che venivano da altre label hanno firmato per la BME tra cui Bazel, Baby.D, Sirious Lord, ecc. Molti di loro hanno firmato per promuovere i singoli oppure i loro dischi ma solo per un periodo di tempo di circa 6 mesi giusto per avere il successo in più con maggiori pubblicazioni o per un ritorno di scena al successo, poi firmavano per un'altra. Molti di questi artisti sono entrati nell BME per ritornare al successo perché per un periodo non erano stati più notati. Però alcuni di loro se ne andarono dalla Baby D che pubblicò il suo album Lil'Chopper Toy per l'etichetta. però dopo firmò per la Def Jam South. Quelli che hanno continuato a restare nella BME erano Bo Hagon Oobie e pochi altri.
Nel 2002 inizialmente anche gli Ying Yang Twins volevano firmare per la BME, ma poi dopo qualche collaborazione con Lil Jon fecero di nuovo il contratto con la Collipark Records per la pubblicazione del loro secondo disco. In quello stesso anno Lil Jon guadagnava per l'etichetta solo per alcuni remix e mixtape negli album degli altri artisti: uno di questi era il brano I'm Serious di T.I. inserito nell'album omonimo, ma comunque grazie anche agli skit musicali e agli sketch pubblicitari l'etichetta si faceva comunque conoscere.
L'8 ottobre 2002, Lil Jon firmò per la Warner Bros. Records, una delle major molto ricercate nell'ambito del rap. Questa diede una spinta in più al rapper per pubblicare facilmente Kings of Crunk che grazie alle garanzie della major distribuì sia per la TVT sia per la BME. E questo fu un altro vantaggio per il rapper di Atlanta. Lil Jon nel 2003 entro nella rivista Billboard per aver pubblicato due album di successo nello stesso triennio.
Inoltre nel 2003 la BME Recordings mise sotto contratto Chyna White per la pubblicazione del suo album Blood Street, però non ebbe molto successo e Chyna White uscì dall'etichetta. Nello stesso anno Lil Jon collaborò con Shawty Putt per assoldarlo nella BME.

## 2004-2005
Gli anni d'oro della BME sono stati sicuramente il 2004 e 2005 che hanno portato Lil Jon a scoprire e assoldare artisti esordienti come Lil Scrappy, Dirty Mouth, Don.P, Lil L.A. dei Trillville che poi sono diventati grandi talenti del Dirty South. E così anche Lil Scrappy e i Trillville entrarono nella grande famiglia della BME che si stava pian piano espandendo, Lil Jon nel 2004 produsse I loro album e li uni in un'unica edizione che poi entrarono nel Mixtape della BME Recordings dove si trovano tutti I più grandi successi degli artisti dell'etichetta. Molti dicono che furono proprio Lil Scrappy e I Trillville a riportarla al successo dopo 3 anni di silenzio. I singoli di questi due artisti ebbero grande successo e rimpiazzati in numerose classifiche musicali, la BME per questo ci guadagnò molto, e Lil Jon continuò a promuovere ogni loro disco. Sempre in quell'anno Lil Jon mise sotto contratto Pitbull che precedentemente era stato scoperto dal rapper di Atlanta e aveva cantato anche in una demo del suo album del 2002 Kings of Crunk. Pitbull che poi Lil Jon successivamente contribuì a rendere più famoso gli produsse e pubblicò l'album M.I.A.M.I che guadagnò successo mainstream e disco d'oro. Ma la BME non si ferma perché subito dopo pubblicò l'album di Bo Hagon Crunk In HD e le vendite per l'etichetta furono abbastanza alte. Successivamente verso la fine del 2004, il beatmaker di Atlanta pubblicò Crunk Juice altro disco di grande successo per lui, per gli East Side Boyz e per la sua etichetta, nell'album collaborarono una multitudine di rapper, molti di questi già famosi come Ice Cube e Snoop Dogg e parteciparono in alcuni brani anche I Trillville, Bo Hagon, Oobie e Lil Scrappy che appartenevano all'etichetta.
Nel 2005 Lil Jon continuò a mettere sotto contratto artisti per la sua etichetta ma continuò comunque più spesso a produrre e a collaborare con quelli già affiliati e infatti continuò a produrre I brani di Lil Scrappy e I Trillville per il loro mixtape che sarebbe venuto a breve. Dopo pubblicò sempre per la BME l'album di Oobie OOBieby e nel frattempo nello stesso anno Lil Jon cambia il logo dell'etichetta, dalla sola scritta grande fu cambiato il titolo BME RECORDINGS in caratteri più piccoli e sopra è stata aggiunta l'immagine di uno squalo.

## 2006-2010
Lil Jon dopo due anni dal successo dell'etichetta aveva cominciato a pubblicare più singoli che album per la sua label, in seguito molti artisti della BME da firmare sempre per quest'ultima hanno incominciato a produrre in maniera indipendente e infatti molti di loro si sono creati le proprie etichette (non molto conosciute come la BME) per promuovere la maggior parte dei loro brani più lì che nella label di Lil Jon. Lil Scrappy dopo la faida tra Young Turk e quella di Pastor Troy era inizialmente uscito alla fine del 2005 dalla BME per andare nell'etichetta di 50 Cent la G-Unit, ma nel 2006, Lil Jon ha avuto l'idea di unire la sua label con quella di 50 Cent per far sì che tutt'è due potessero avere il medesimo profitto, infatti la G$Up è stata l'unione tra queste due etichette che hanno pubblicato nel medesimo anno l'album di Lil Scrappy Bred 2 Die, 2 Born Live così alla fine quest'ultimo poteva evitare di firmare l'album per tutte e due le etichette. Sempre nel 2006 Lil Jon pubblicò ancora per la BME alcuni suoi singoli come Act A Fool e Snap Yo Fingers inizialmente inseriti nel suo album Crunk Rock ma che purtroppo non è stato più pubblicato. Dopo un po' E-40 rapper proveniente dalla West Coast, in cerca di ritornare al successo un po' perso durante gli anni e dopo l'ultimo album del 2003, decise di firmare per la BME per il suo nuovo album My Ghetto Report Card, l'album è stato completamente prodotto da Lil Jon. 
Dopo qualche anno ancora Lil Jon promuove alcuni brani e singoli di altri artisti sempre messi sotto contratto dalla BME come Gucci Mane nel singolo I Am J o il singolo di Twip Get Some. Nel 2007 Lil Jon partecipa al mixtape di Chyna White e quest'ultima firmo di nuovo per la BME Recordings insieme con la TVT per il suo quarto lavoro. Nel 2008 Lil Scrappy ritorna nella BME Recordings.
Nel 2010 Lil Jon pubblica dopo 4 anni di lavoro sospeso un altro suo album per la sua label che è Crunk Rock che quattro anni prima non era stato più pubblicato e messo in commercio. Crunk Rock ha ospitato molti rapper del south tra cui molti di loro affiliati alla BME e altri che se ne erano andati dall'etichetta, inoltre nel disco collabora di nuovo con Lil Jon, Pastor Troy nel brano Throw It Up 2. Oggi Lil Jon produce ancora per la sua etichetta e coopera con altre del suo stesso livello, e promuove vari singoli per quest'ultima.

## Artisti sotto etichetta
- Black Boy
- Bazel
- Trick Trick
- Sean P degli YoungBloodZ
- Bun B
- Baby D
- BHI
- Serious Lord
- E-40
- The East Side Boyz
- Lil Jon
- Lil Scrappy
- Oobie
- Bohagon
- Chyna Whyte
- Pitbull
- Trillville
- Shawty Putt
- Travis Mellem
- Min

## Dischi prodotti sotto l'etichetta
| Album |
| --- |
| The King Of Crunk & BME Recordings Present: Lil Scrappy & Trillville - Pubblicato: 24 febbraio 2004 - Posizione in classifica: #12 US - Last RIAA certification: Gold - Singoli di Lil Scrappy: "Head Bussa", "No Problems" - Singoli di Trillville: "Neva Eva", "Some Cut", "Get Some Crunk in Yo System" |
| Lil Jon & the East Side Boyz - Crunk Juice - Pubblicato: 16 novembre 2004 - Posizione in classifica: #3 US, #52 UK. - Last RIAA certification: 2x Platinum - Singoli: "What U Gon' Do ", "Roll Call", "Lovers and Friends ", "Get Crunk"                                                                   |
| E-40 - My Ghetto Report Card - Pubblicato: 14 marzo 2006 - Posizione in classifica: #3 US - Last RIAA certification: Gold - Singoli: "Tell Me When To Go", "U and Dat", "White Gurl" |
| Lil Scrappy - Bred 2 Die, Born 2 Live - Pubblicato: 5 dicembre 2006 - Posizione in classifica: #24 US - Last RIAA certification: N/A - Singoli: "Money In the Bank", "Gangsta Gangsta", "Oh Yeah", "Livin in the Projects"                                                                                 |
| Lil Jon - Crunk Rock - Pubblicato: 2009 - Posizione in classifica: N/A - Last RIAA certification: N/A - Singoli: "Snap Yo Fingers", "Act a Fool", "I'm a J" |